# جمهورية القرم ذاتية الحكم
جمهورية القرم ذاتية الحكم (بالتتارية: Qırım Muhtar Cumhuriyeti)، (بالروسية: Автономная Республика Крым)، (بالاوكرانية: Автономна Республіка Крим) هي جمهورية ذات حكم ذاتي ضمن جمهورية اوكرانيا حيث تقع جنوب البلاد ويحيط بها البحر الأسود من الجنوب والغرب، ويحدها من الشرق بحر أزوف، ومساحتها 26 ألف كم2، وسكانها مليوني نسمة وفقًا لتعداد 2001م. بعد استفتاء القرم 2014  ضمتها روسيا إلى اراضيها تحت مسمى جمهورية القرم ، أهم مدنها هي العاصمة سيمفروبل، وكان اسمها فيما مضى «اق مسجد» أي «المسجد الأبيض» قبل أن يستولي عليها الروس. اشتهرت سابقاً لوقوع حرب القرم بها في القرن التاسع عشر. وظلت ذات أهمية قصوى في القرن العشرين لاحتواءها قاعدة بحرية روسية تعد الوحيدة من نوعها في المياه الدافئة، وهي مقر أسطول البحر الأسود الروسي.
تشهد المنطقة منذ أوائل 2014م أزمة سياسية بعدما قامت القوات المسلحة الروسية ببسط سيطرتها على شبه الجزيرة، واجرت استفتاء من بعده ضمت شبه الجزيرة إلى قوام روسيا الاتحادية والذي اعتبرته اوكرانيا ومعها المجتمع الدولي احتلال وتعدي على سيادة اوكرانيا ووحدة اراضيها بدعم من معظم الحكومات الأجنبية وقرار الجمعية العامة للأمم المتحدة 60/262. تعترف روسيا وسبع دول أعضاء أخرى في الأمم المتحدة فقط بشبه جزيرة القرم كجزء من الاتحاد الروسي.
كانت عاصمتها فيما مضى مدينة «بخش سراي» عندما كانت خاضعة لحكم خانات التتار، ومن مدنها المهمة أيضًا يالطا (مدينة ساحلية سياحية جميلة، وقد عُقد فيها مؤتمر يالطا بين قادة الحلفاء في الحرب العالمية الثانية في فبراير عام 1945 ستالين وروزفلت وتشرشل)، أما مدينة سيفستوبل (كان ميناء يؤوي أسطول الاتحاد السوفيتي الضخم، والذي أصبح محل نزاع بين روسيا وأوكرانيا) ومدن أخرى أقل أهمية، مثل: كيرشوفيادوسيا وبيلاغورسك وسوداك وجانكوك.
ويتكون القرم من عدد من المدن الكبيرة والصغيرة، أبرزها عاصمتها سيمفروبول ومينائها الرئيسي سيفستوبول الذي يُعد منذ عصر القياصرة الروس حتى الآن مقر أسطول البحر الأسود الروسي، ومنتجع يالطا، الذي اشتهر باحتضانه اجتماعاً تاريخيًا عقد بعد نهاية الحرب العالمية الثانية وهزيمة ألمانيا النازية عام 1945 لرئيس الولايات المتحدة فرانكلين روزفلت ورئيس الاتحاد السوفيتي جوزيف ستالين ورئيس وزراء بريطانيا آنذاك ونستون تشرشل لبحث تقاسم أوروبا.
حسب تعداد أوكرانيا 2001، بلغت نسبة تتار القرم 12,10% من سكان شبه جزيرة القرم. وقامت حكومة جوزيف ستالين بطرد تتار القرم إلى آسيا الوسطى، بعد سقوط الاتحاد السوفيتي بدأ تتار القرم بالعودة إلى موطنهم الأصلي. وفقًا لتعداد أوكرانيا 2001 فقد شكل الروس 58% والأوكرانيون 24% من سكان القرم. أما نسبة تواجد المسلمين في القرم الأكبر في مناطق أوكرانيا.

## التسمية
كلمة القرم تعني «القلعة» أو «الحصن» باللغة التتارية، وأرتبط هذا الإقليم بالعثمانيين خلال دولة «خانات تتار القرم» التي تأسست عام 1430، واستمرت هناك لنحو أربعة عقود قبل أن تُسقطها عام 1783 الإمبراطورة كاترين الثانية، التي شرعت بعد ذلك بتهجير أعداد كبيرة من مواطنيها الروس إلى هناك.

## تاريخ
أقام التتار في شبه جزيرة القرم منذ القرون الوسـطى، والتتر هم قبائل من الأتراك إتحدوا مع القبائل المغوليّة ذات الأصول المشتركة واكتسحوا أجزاء واسعة من آسيا وأوروبا بقيادة المغول في القرن الثالث عشر الميلادي، ولقد أسس باطوخان حفيد زعيم المغول الكبير جنكيز خان القبيلة الذهبية التي أنشأت إمارة القبشاق (إحدى ممالك المغول الكبرى)، والتي سيطرت على أجزاء واسعة من روسيا وسيبيريا، واتخذت من مدينة سراي في الفولغا عاصمة لها. وأجبرت دوقية موسكو على دفع الجزية، وامتدت سيطرة التتار إلى شبه جزيرة القرم، حيث استوطنتها العديد من العائلات التتارية، والتي اتخذت من الإسلام دينًا لها بعد عام 1314 م، ويُسمى سكانها «تتار القرم».
تولى الحكم في إمارة القرم الحاج دولت خيري أو كيراي في عام 1428م، وعندما توفِّيَ خلِفه ابنه الثاني في الحكم بمساعدة البولنديين، إلا أن الأخ السادس منجلي قتل أخاه واستولى على حكم الإمارة بمساعدة الجنيزوف، حيث حكم في الفترة 1466-1515 وخضعت خانية القرم لحكم العثمانيين في عام 1521م (في عهد محمد الفاتح). وقد أصبحت ولاية من ولايات الدولة الإسلامية، وكانت عاصمتها مدينة «بخـش السـرايا». وحتى يومنا هذا ما زال بيت الوالي وديوانه ومسجده موجوداً فيها. حاصر محمد جيراي موسكو، وأجبر حاكمها فاسيلي على دفع الجزية، وتولى دولت جيراي فتح موسكو عام 1571. وفي عام 1648، شارك التتر إلى جانب جيرانهم القوزاق في ثورة التمرّد التي قادها بوهدان خملنتسكيي في وجه الكومنولث البولندي الليتواني الذي كان متحكّماً بمعظم أراضي أوكرانيا الحاليّة. وكان الجيش التتري بقيادة توغاي بيك وعدده نصف عدد جيوش القوزاق التي كانت بحدود الإثني عشر ألفاً. حقق المتمرّدون الوطنيّون نصراً كبيراً على جيوش «الكومنولث» في معركة جوفتي فودي، لكن سـرعان ما انقلب التتر على القوزاق وتعاملوا مع البولونيين خشـية أن يقوى عليهم جيش القوزاق. أدّى هذا الانقلاب إلى إضعاف قوّة القوزاق الذين وجدوا أنفسـهم مضطرين إلى البحث عن قوّة خارجيّة أُخرى تساندهم في وجه التتار والبولونيين، فأعلنوا الولاء لقيصر روسيا في معاهدة بيرياسـلاف عام 1654 الأمر الذي مهّد للهيمنة الروسيّه على الأراضي الأوكرانيّه لمدّه طويله. ومنذ ذلك الوقت، بدأت روسيا القيصريّه تفكّر في كيفيّة السيطرة على إمارة القرم نظراً لأهميّة موقعها الإستراتيجيّ على البحر الأسود، فقام بطرس الأول عام 1678 بمحاصرة القرم لكنه فشل في احتلالها. توالت المحاولات الروسية لاحتلال القرم حتى سـقطت في عام 1774، حينما احتلت الجيوش الروسـية عاصمة القرم بخش سـراي، وقد استسلمت خانات القرم بموجب معاهدة كوجك فينارجه عام 1774، ثم اعلنت روسـيا رسـمياً ضم القرم عام 1783.

### الحكم الروسي
مارست الجيوش الروسية المذابح ضد السكان الآمنين إلى درجة أن الجثث لم تجد من يدفنها، وانتشرت الأوبئة التي أودت بحياة القتلة الروس أنفسهم إلا أن أبشع المذابح وقعت عام 1771م، عندما طبقت الجيوش الروسية المعتدية شعار من غير انتظار ولاعودة يجب محو التتار من هذه الأرض، وقتل في تلك المذابح أكثر من 350 ألف تتري، وأحرقت الوثائق التي كانت تعد ذخيرة علمية لاتقدر بثمن، وكانت بمثابة رمز تاريخي للشعب التتري..
مارست روسيا القيصرية شتى ألوان القهر والتعذيب ضد شعب التتار، وصادرت أراضيهم ومنحتها لمواطنيها، وصادرت مساجدهم ومدارسهم، واضطر نحو مليون وعشرين ألفاً منهم للفرار إلى تركيا، وقامت روسيا بتهجير الباقي إلى داخل المناطق الخاضعة لها وذلك تطبيقاً لاقتراح الأمير الروسي منشكوف، وعندما فشل الروس في زراعة أراضي القرم التي صادروها من أهلها التتار وذلك لعدم خبرتهم بها أجَّروها مرة أخرى لهم لكي يزرعوها لهم. وفي ديسمبر 1917 م وإثر الثورة الشيوعية في موسكو أعلن تتار القرم عن قيام جمهوريتهم المستقلة برئاسة نعمان حيجي خان، إلا أن الشيوعيين سرعان ما أسقطوا الحكومة، وأعدموا رئيس الجمهورية وألقوا بجثته في البحر. في عام 1920م أعلنت حكومة الاتحاد السوفيتي عن قيام جمهورية القرم ذات الاستقلال الذاتي، وعندما أراد ستالين إنشاء كيان يهودي في القرم عام 1928م، ثار عليه التتار بقيادة أئمة المساجد والمثقفين فأعدم 3500 منهم، وجميع أعضاء الحكومة المحلية بمن فيهم رئيس الجمهورية ولي إبراهيم، وقام عام 1929م بنفي أكثر من 40 ألف تتري إلى منطقة سفر دلوفسك في سيبيريا، كما أودت مجاعة أصابت القرم عام 1931م بحوالي 60 ألف شخص.
هبط عدد التتار من تسعة ملايين نسمة تقريبا عام 1883م إلى نحو 850 ألف نسمة عام 1941م وذلك بسبب سياسات التهجير والقتل والطرد التي اتبعتها الحكومات الروسية سواءً على عهود القياصرة أو خلفائهم البلاشفة، وتكفل ستالين بتجنيد حوالي 60 ألف تتري في ذلك العام لمحاربة النازيين.

### الحرب العالمية الثانية
بدأت الطائرات والجيوش الألمانية بقيادة هتلر بقصف غرب القارة الأوروبية معلناً حرباً عالمية ثانية، وبدأ السـوفييت في شرق القارة يُعدون العدة لمواجهة الخطر الماثل أمامهم. فجندوا الملايين من الجنود وزجوا بالملايين في مصانع الأسلحة والذخيرة نساءً ورجالاً. وأصبح الدخل القومي السوفيتي للسلاح فقط، ولما كان القرم وسكانه جزءاً من الاتحاد السوفيتي فقد كان حظهم كغيرهم فكان منهم الجنود والضباط والعمال، فجندوا منهم كل البالغين وزج بالباقي في مصانع التصنيع العسكري دون قبول أي عُذر مهما كان ومن يخالف يذهب خلف الشمس أو القتل المحقق. فقد تم اقتياد خمسين ضابطاً رفيعي المستوى من المسلمين التتار إلى جهة بعيدة عن القرم وطُلب قادة آخرون إلى منطقة القرم فتركزت القوات في المواقع الاستراتيجية كمدينة سيفاستوبل وماريوبل وأوديسا وسمفروبل ويالطا، وغيرها من المدن المهمة والتي تعتبر خط النار الأول في هذه المنطقة.
اتهم ستالين التتار بالتعاون مع النازيين الألمان فقام في مايو 1944 م بتهجير أكثر من 400 ألف تتري في قاطرات نقل المواشي إلى أنحاء متفرقة من الاتحاد السوفيتي خاصة سيبيريا وأوزبكستان. قام الجنود الروس بحرق ماوجدوه من مصاحف وكتب إسلامية، وأعدموا أئمة المساجد، وتم تحويل المساجد إلى دور سينما ومخازن. وفي تلك الأثناء بدأت الحرب التي قتل فيها من السوفيت ما يعادل عشرين مليون شخص (حسب الإحصائية السوفيتية الرسمية). وهَزم السوفيت الألمان بقيادة المارشال جوكف وكان ذلك في نهاية أبريل وبداية مايو عام 1945م. وبعد النصر المؤزر اتهم السوفيت التتار المسلمين بالخيانة ومساعدة الألمان، واستصدروا بحقهم أقصى العقوبات على وجه الأرض. وقاموا بتهجيرهم من البلاد.

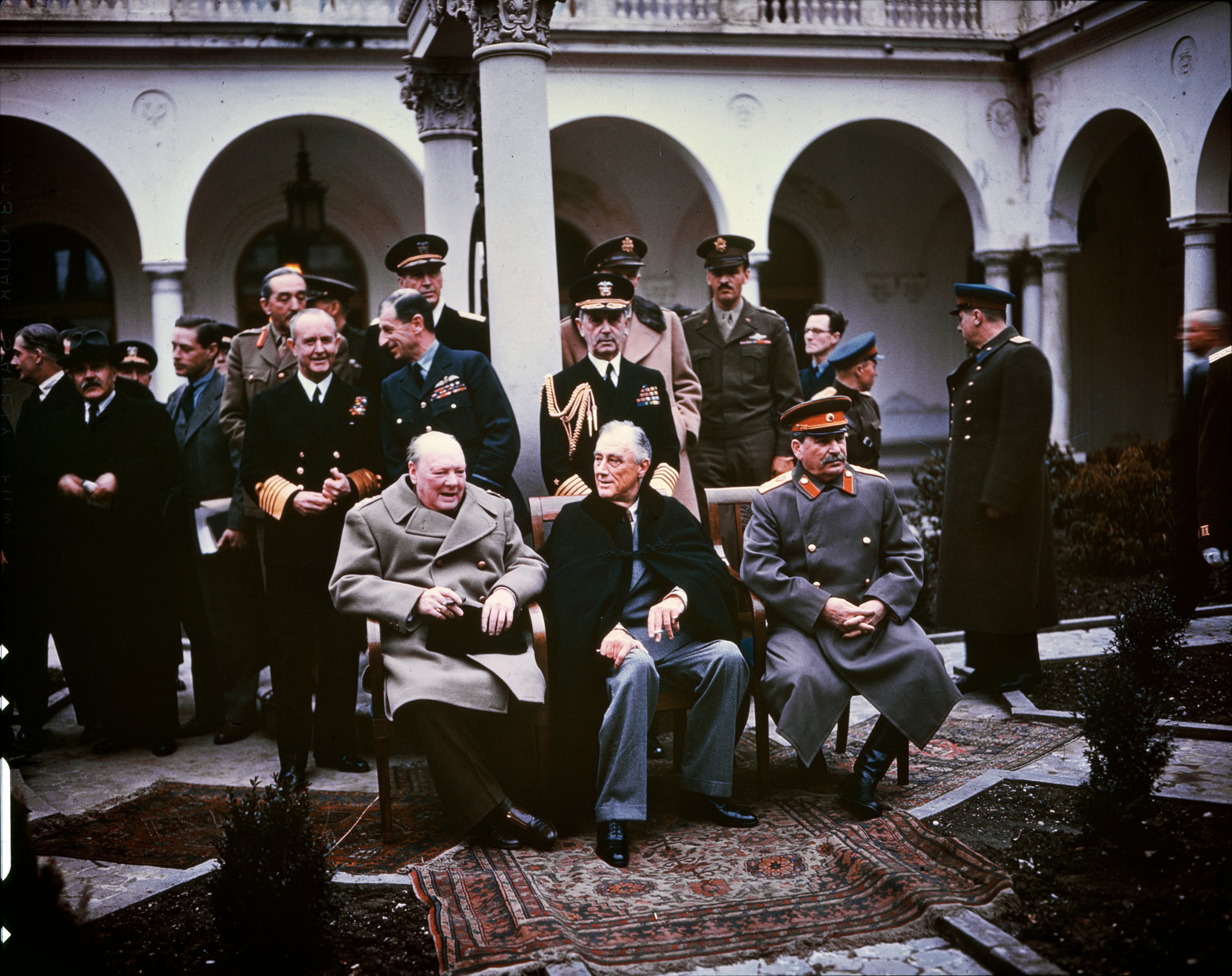
الثلاثة الكبار في مؤتمر يالطا في القرم:ونستون تشرشل، فرانكلين روزفلت وجوزيف ستالين.

أصدر مجلس السوفيت الأعلى قرارًا في 20 يونيو 1946 م بإلغاء جمهورية القرم ذات الاستقلال الذاتي، وذلك كما ورد في القرار لخيانة شعب القرم لدولة اتحاد الجمهوريات الاشتراكية السوفيتية، وفي عام 1967م ألغى مجلس السوفيت الأعلى قراره السابق باتهام شعب القرم بالخيانة، إلا أنه مع ذلك لم يسمح لهم بالعودة إلى وطنهم. وخلال الفترة بين عامي 1944 و1967 خلت شبه جزيرة القرم من أي وجود للتتار الذين بقيت مأساة تشريدهم حاضرة بأذهان أجيالهم، وفي عام 1954 أعلن الزعيم السوفيتي نيكيتا خروتشوف ضم القرم إلى أوكرانيا.
ورغم اعتذار الاتحاد السوفيتي السابق رسمياً عن الفظائع التي ارتكبها ستالين بحق تتار القرم، فإنه لم يُسمح لهم بالعودة لموطنهم الأصلي إلا عام 1988. عندما أعلن غورباتشوف آخر زعيم للإتحاد السوفيتي برنامجه الإصلاحي عام 1985 م تحت شعار إعادة البناء «بريسترويكا» بدأ التتار في العودة إلى بلادهم، ولكن بلا أية حقوق، وعندما نالت أوكرانيا استقلالها عن الاتحاد السوفيتي عام 1991 م عقد التتار مؤتمرهم الأول في 26 يونيو 1991م في مدينة سيمفروبل حيث تم فيه تأسيس المجلس الأعلى لتتار القرم كممثل للشعب التتري، وانتخب المناضل التتاري الذي حكم عليه بالسجن مدة 15 عامًا «مصطفى جميل» رئيسًا للمجلس. بدأ مصطفى جميل نضاله من أجل الحصول على حقوق شعبه تحت شعار لقد عادت إلينا شخصيتنا الإسلامية التي لايمكن أن نفرط فيها، إننا مسلمون وسنبقى مسلمين، وسنعمل جاهدين على تعلُّم ديننا.
يقدر عدد التتار في شبه جزيرة القرم حاليًا بحوالي 262 ألف نسمة، ويعيش أكثرهم في ظروف بالغة الصعوبة والقسوة بلا خدمات ولا إعلام ولا تعليم لأن كثر منهم لا يحملون الجنسية الأوكرانية التي تعتبر أكبر العقبات التي تواجههم حيث تشترط الحكومة الأوكرانية دفع مبلغ وقدره حوالي مائة دولار للشخص الواحد للحصول على الجنسية، وهو مبلغ كبير إذا كان أفراد العائلة الواحدة ما بين 5 - 10 أفراد.
كانت القرم إحدى الجمهوريات السوفيتية. على البحر الأسود في شرقي أوروبة، وشكل التتار المسلمون الغالبية العظمي من سكانها، والقرم تعني في لغة أهلها (القلعة) وألغيت جمهورية القرم في أعقاب الحرب العالمية الثانية وذلك بقرار من مجلس السوفيت، صدر في شهر ديسمبر من سنة 1362 هـ - 1943م، وأصبح ساري المفعول في الثالث والعشرين من فبراير سنة 1364 هـ - 1944م، وأذيع علي العالم في الخامس والعشرين من يونيو سنة 1366 هـ - 1946م، أي بعد تنفيده بعاميين، وضمت القرم بعد إلغائها إلى جمهورية أوكرانيا السوفيتية. أصدر نفس المجلس قرار بتبرئة تتار القرم في سنة 1387 هـ - 1967م على عهد خروتشوف، ممانسب لهم في القرار السابق، بعد تشريد أهلها.

### استقلال أوكرانيا وعودة تتار القرم
مع انهيار الاتحاد السوفيتي، أصبحت شبه جزيرة القرم جزءاً من أوكرانيا المستقلة حديثا، والتي أدت إلى التوتر بين روسيا وأوكرانيا، وبدأت طلائع المسلمين من التتار بالعودة وإعادة توطينهم في شبه جزيرة القرم ومع احتفاظ روسيا بأسطولها العسكري والنووي في مدينة سيفاستوبول في القرم.

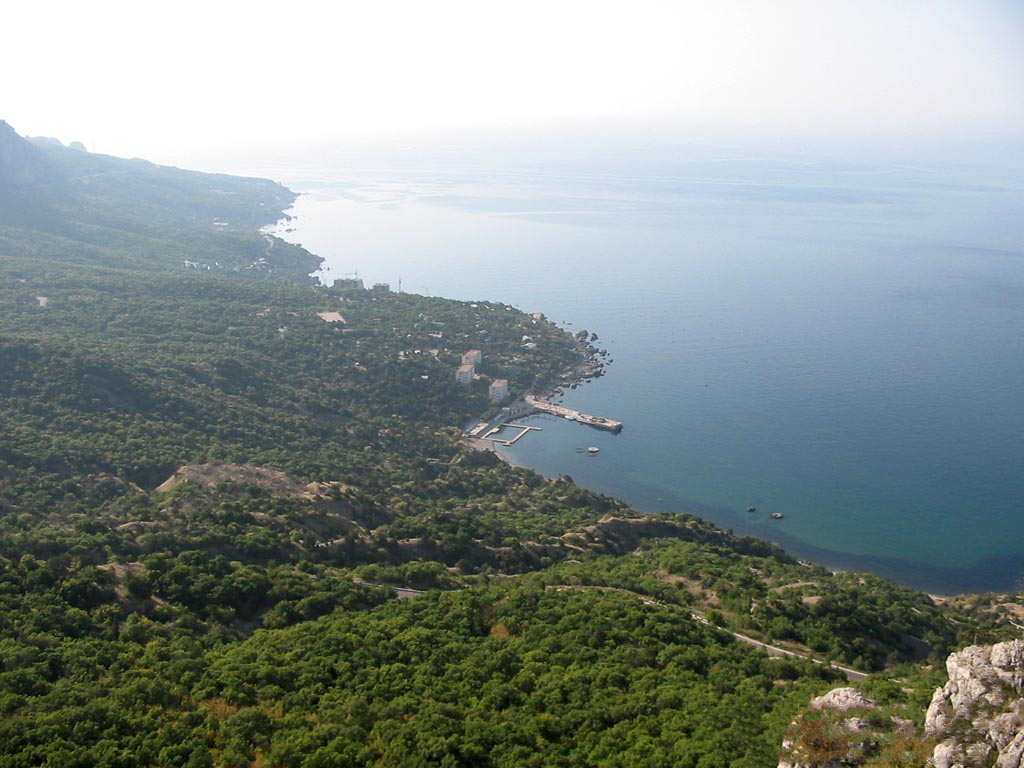
أقصى منطقة في جنوب شبه جزيرة القرم "ساريج" على الشاطئ الشمالي لالبحر الأسود، حاليًا تسخدمها البحرية الروسية.

وأعلن أن الثامن عشر من مايو من كل عام هو يوم مظاهرات واحتجاجات ومطالبة بحقوق التتار الشرعية، والتي منها الجنسية اولاً ثم الأرض والتعويضيات، أما الجنسية فقد أعطوها لمئتي ألف منهم وبقي مئة ألف أخرى بدون جنسية، والأرض اقتطعوا نمرا بمساحة نصف دونم أو أحياناً دونم كامل وأخذوها، أما التعويضات فلم ينالوا منها شيء. وحتى اليوم ما زالوا يطالبون بها. أما بيوتهم وأملاكهم ومواشيهم وكل ما ملكوا سابقاً فلم يسمح لهم باسترجاعه أو بالنظر إليه حتى، فأرض بخش السرايا - مكان سكنهم - تحولت إلى محمية طبيعية، والبيوت عامرة بالضيوف والقانون لا يسمح بالتعرض لهم. والذين عادوا إلى القرم من التتار يمثلون الأقلية، فبقي العديد منهم في روسيا وفي أوزبكستان وتركيا. لذلك التتار في القرم يشكلون الأقلية (13% فقط) فتمثيلهم البرلماني عضو أو عضوان فقط. وأصبحت الحكومة المحلية لا تتعامل مع التتار في موضوع مطالبهم إلا من خلال المجلس فقط.
في سبتمبر 2008، أتهم وزير الخارجية الأوكراني فولوديمير اوريزكو روسيا بمنح جوازات سفر روسية لمواطنين القرم، ووصف اوريزكو بأنها «مشكلة حقيقة» نظرًا لأن روسيا أعلنت التدخل العسكري في خارج أراضيها من أجل حمايه المواطنيين الروس.
بتاريخ 24 أغسطس 2009، بدأت مظاهرات مناهضة للحكومة الأوكرانية من قبل سكان القرم من أصل روسي. قال سيرجي تسيكوف «نائب رئيس البرلمان القرمي» أنه يأمل بأن تتعامل روسيا مع الأوضاع في القرم كما تعاملت في أوسيتيا الجنوبية وأبخازيا. بتاريخ 27 نيسان 2010، أندلعت فوضى ونقاشات حادة في البرلمان الأوكراني بسبب تصديق البرلمان الأوكراني على تمديد عقد الإيجار للقاعدة البحرية الروسية والمنشآت العسكرية في سيفاستوبول ميناء القرم حتى 2042، وقام مجلس الدوما الروسي أيضًا بالتصديق على المعاهدة.

### أزمة عام 2014
في 27 فبراير، احتل مسلحون من القوات المسلحة للاتحاد الروسي ومسلحون يرتدون ملابس عسكرية منزوعة الهوية ومنشآت ذات أهمية في القرم، منها البرلمان والحكومة القرمي ومطارين. اتهمت أوكرانيا روسيا بالتدخل في شؤونها الداخلية ومحاولة احتلال القرم.
في 1 مارس، وافق مجلس الاتحاد الروسي بالإجماع على طلب الرئيس الروسي فلاديمير بوتين استخدام القوات الروسية في أوكرانيا. في 2 مارس، استدعى مجلس الأمن القومي الأوكراني كامل قوات احتياط القوات المسلحة. تصاعد التوتر في القرم بين الأطراف المؤيدة لروسيا والمؤيدة لأوكرانيا استجلب ردود فعل من حلفاء أوكرانيا الغربيين، فوزير الخارجية الأمريكي وصف التصرفات الروسية بأنها عمل عدائي لا يصدق، ومفوضة الشؤون الخارجية في الاتحاد الأوروبي دعت روسيا إلى التعبير عن وجهة نظرها بسلمية، وقد أتهم رئيس الوزراء الأوكراني الزعيم الروسي بوتين بإعادة تأسيس الاتحاد السوفيتي من جديد.
بتاريخ 3 مارس، أعطى رئيس أسطول البحر الأسود الحكومة الأوكرانية مُهلة حتى الساعة الرابعة فجرًا لتسليم القرم إلى روسيا.
أعلن برلمان القرم عن تنظيم إستفتاء يوم 16 مارس 2014 غير دستوري تمخض عن إعلان قيام جمهورية القرم في 18 مارس 2014 وضمت روسيا شبه الجزيرة إلى أراضيها.

### الموقع

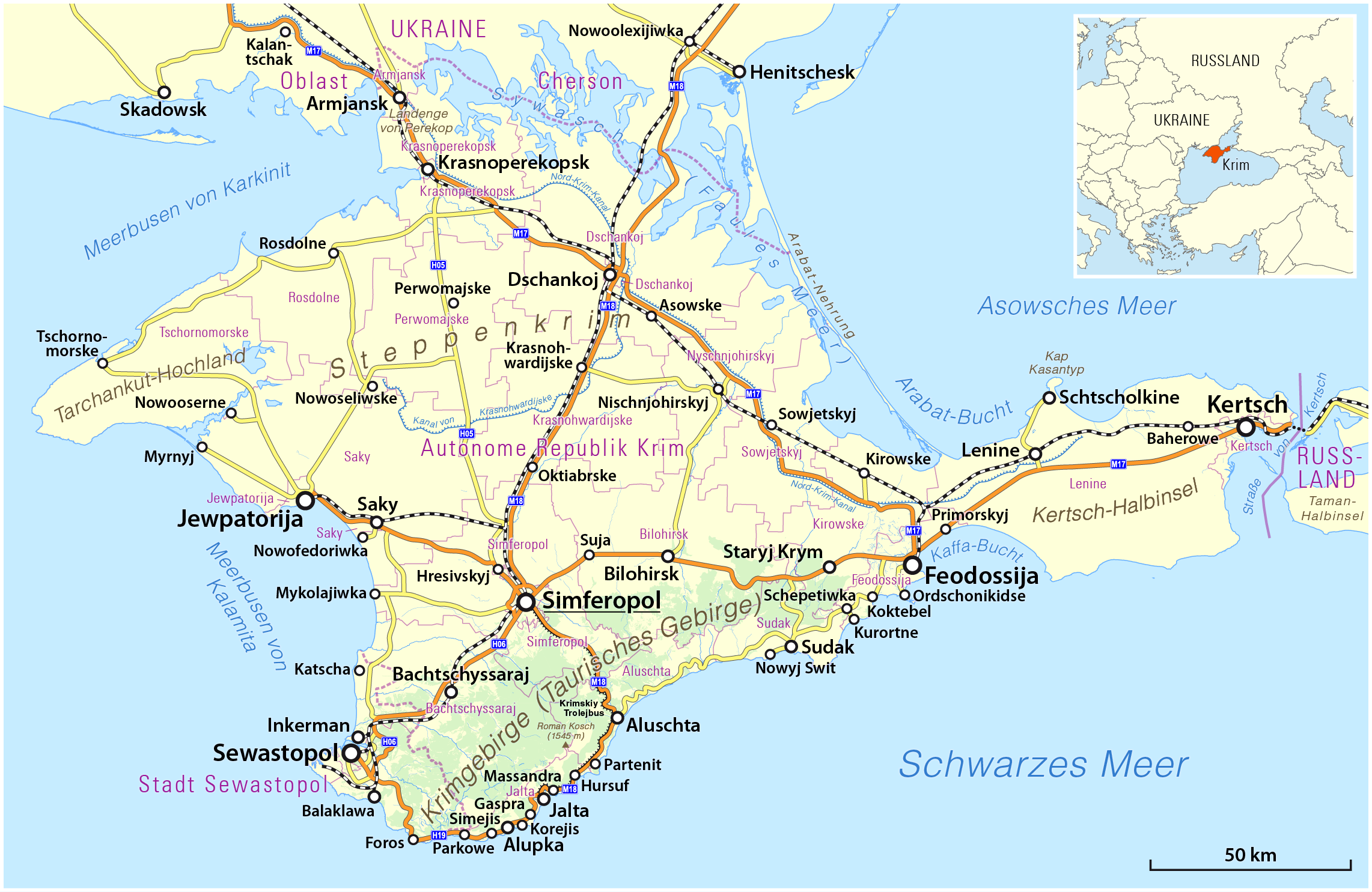
خريطة القرم

تقع شبه جزيرة القرم في شمال البحر الأسود، ولا تتصل بالبر القاري الا من خلال شريط ضيق من جهة الشمال. ويمتد من جهتها الشرقية شريط أرضي يكاد يتصل بالاراضي الروسية. وتمتد بينه وبين بحر آزوف الذي يحدها من الشرق. وتطل على خليج كرشينسكي الذي يصل بحر آزوف والبحر الأسود، ويربطها باليابس برزخ ضيق في شمالها، تمر عبره خطوط المواصلات، وتحيط بها مياه البحر الأسود من الجنوب والغرب.

### الأرض
القرم ضمن اليابس الأوروبي، أرضها سهلية مستوية في معظم مساحتها وتتناتر بعض البحيرات في سواحلها الشمالية والغربية، وتكثر التعاريج بسواحلها الشمالية، وتتعدد الخلجان في جنوبها وغربها، حيث توجد الموانيء، وترتفع أرضها في النطاق الجنوبي، حيث أعلى قممها في جوارارومان كوش، وتصل إلى 1540 متر.

### المناخ

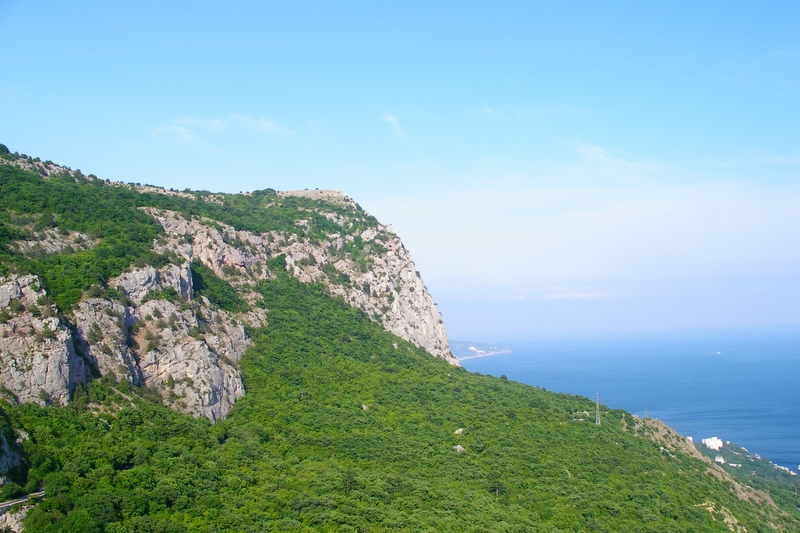
الجبال الخضراء تطل على البحر الأسود بجنوب غرب القرم.

مناخ القرم معتدل بسبب البحر، وعدم وجودها ضمن مناخ شرقي أوروبا، حيث تسود القارية والتطرف والبرود في الشتاء، إلا أن المياه عدلت من هذه السمات، وقللت من حدة برودة الشتاء وحراره الصيف وتسقط الأمطار في فصل الصيف بكميات وفيرة.

## الاقتصاد

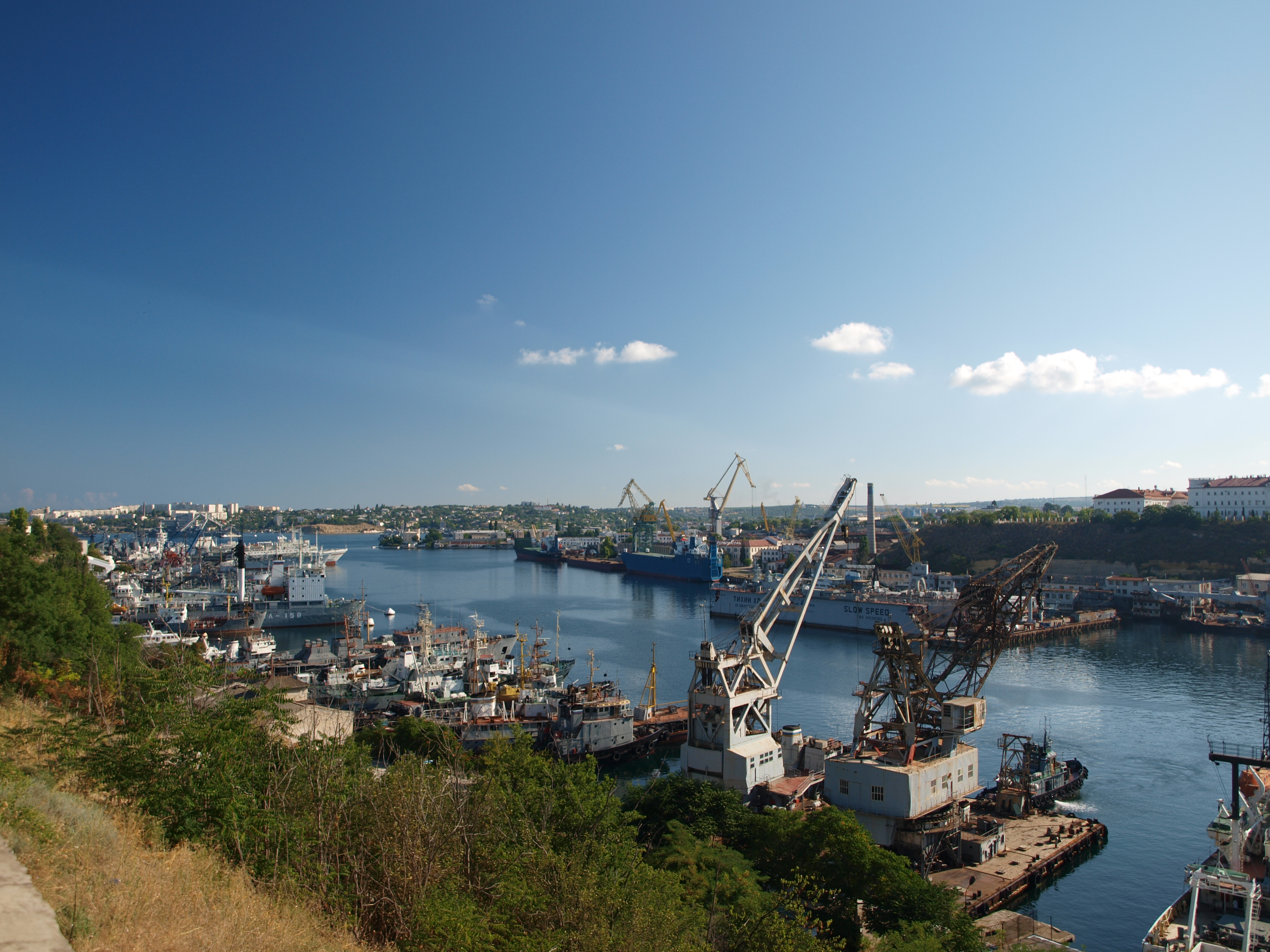
سيفاستوبول المركز الاقتصادي لشبة جزيرة القرم

أهم الصناعات في القرم تشمل صناعة الأغذية، ومجالات الهندسة الكيميائية والميكانيكية والمعدنية، وصناعات إنتاج الوقود. 60 % من السوق يرجع إلى قطاعات إنتاج الأغذية. هناك ما مجموعه 291 شركات صناعية كبيرة و 1002 مؤسسات أعمال صغيرة.
تشمل الفروع الرئيسية للإنتاج النباتي في المنطقة الحبوب والخضروات، وصناعة النبيذ، ولا سيما في مناطق يالطا وماساندرا. توجد أشكال زراعية أخرى كتربية الماشية والدواجن والأغنام. المنتجات الأخرى المنتجة في القرم تشمل الملح، والحجر السماقي، والحجر الجيري، وحجر الحديد (وجدت في جميع أنحاء كيرتش).

### النشاط البشري
كانت الزراعة حرفة أساسية، وأهم الغلات: القمح والشوفان والشعير والبنجر السكري وينتج العديد من الفاكهة والخضر، والقرم غنية بمعادنها لاسيما الحديد والنفط ولقد كان تتار القرم قبل إلغاء جمهوريتها أكثر من خمسة ملايين نسمة، ولم يبقي من هذا العدد سوي نصف مليون.
تتمتع القرم بموقع استراتيجي هام وفيها الثروات الطبيعية، مثل: البترول، والفحم الحجري، والغاز الطبيعي، والنحاس، والحديد، والمنغنيز، والرصاص، والثروة الزراعية مثل: القمح، والفواكه، والمياه المعدنية ذات الخاصية العلاجية التي جعلت منها واحدة من أفضل المشافي في العالم.

## السياحة
بدأ تطوير القرم كوجهة سياحية في النصف الثاني من القرن التاسع عشر. مما أدى إلى زيادة عدد السياح القادمون من مناطق وسط روسيا. في بداية القرن العشرين، بدأ تطور كبير في إنشاء القصور والفلل والبيوت الصيفية أيضًا، ومعظمها لا تزال قائمة، وتعتبر مناطق جذب في القرم. هُناك العديد من الأساطير القرمية حول أماكن سياحية والتي تجذب أنتباه السياح أليها.
يُعتبر تاريخ القرم غني وهام وبالموارد الطبيعية ومتنوعة التضاريس أيضًا؛ السلاسل الجبلية والهضاب، والمراعي، والكهوف. إضافة إلى العلاج الطيني الفريد من نوعه، بالإضافة إلى شواطئ إيوباتوريا الفارغة والواسعة والمُمتلئة بالرمال.
وفقًا لناشيونال جيوغرافيك، كانت شبه جزيرة القرم واحده من أكثر 20 وجهة سفر جاذبة للسياح في عام 2013.
| قصر ليفاديا كان المنتجع الصيفي ل القيصر الروسي الأخير، نيكولاس الثاني وعائلته. عقد مؤتمر يالطا هناك في عام 1945. اليوم، يوجد في القصر مُتحف، ولكن تستخدمه السلطات الأوكرانية في بعض الأحيان لعقد المؤتمرات الدولية. |
| قصر بخش سرايا يقع القصر في بلدة بخش سرايا في القرم. وبنى عام 1532، وأصبح موطن لخانات القرم. يضم مسجد الكبير خان وقصر للحريم، مقبرة وغرف للمعيشة وحدائق. وتم بناء المسجد في نفس العام. تصميم القصر كان مُعقدًا وقاموا المهندسين المعماريين العثمانيين والفارسيون والإيطاليون ببناء المآذن.                                                              |
| قلعة عش السنونو هي قلعة زخرفية على الطراز القوطي الجديد بنيت بشكلها الحالي عام 1912 من قبل المهندس المعماري الروسي ليونيد شيروود. وتعتبر قلعة عش السنونو من بين أكثر عوامل شعبية لجذب السواح إلى القرم وذلك لارتباطها في العديد من الكتب المرتبطة بالجريمة والغموض التي أصبح عش السنونو بسببها واحدا من أكثر المعالم معرفة وجذبا للسياح في أوكرانيا. |
| جبل ميثراداتس يقع في وسط مدينة كيرتش، كان مرشح لينضم إلى العجائب السبع في أوكرانيا. في القرن التاسع عشر، شيد متحف على قمة الجبل، ولكن تم تدميره خلال حرب القرم. في عام 1944 تم بناء مسلة "التي تظهر في الصورة" لإحياء ذكرى الجنود الذين دافعوا عن مدينة كيرتش في الحرب العالمية الثانية.                                                             |
| كوكتيبيل واحد من أهم المُنتجعات السياحية الأكثر شعبية في جنوب شرق شبه جزيرة القرم. يقع كوكتيبل على شاطئ البحر الأسود في منتصف المسافة تقريبا بين فيودوسيا وسوداك. وأصل الكلمة تركية: وتعني "أرض التلال الزرقاء"، حيث تعني كوك "السماء الزرقاء" والتوب "تلة" أو "جبل".                                                                                 |
| قلعة فورونتسوف هو قصر تاريخي يقع عند سفح جبال القرم بالقرب من بلدة ألوبكا. واحد من أقدم من أكبر وأقدم القصور في شبه جزيرة القرم. ويعد واحد من مناطق الجذب السياحية الأكثر شعبية على الساحل الجنوبي. |
| تاوريس خيرسون هي مستعمرة يونانية قديمة تأسست منذ ما يقرب من 2,500 سنة في الجزء الجنوبي الغربي من شبه جزيرة القرم، المعروف آنذاك باسم تاوريسا. أنشئت مستعمرة في القرن 6 قبل الميلاد على يد المستوطنين من إيراكليا بونتيكا. |

## النقل والمواصلات
وسائل النقل العام
يتم توصيل تسوية تقريبا في كل شبه جزيرة القرم مع مستوطنة أخرى مع خطوط الحافلات. يحتوي القرم أطول (96 كم أو 59 ميل) الطريق عربة ترام في العالم، وتمتد من سيمفيروبول إلى يالطا. يبدأ خط عربة ترام في محطة سكة حديد سيمفيروبول عبر الجبال إلى ألوشتا وإلى يالطا. طول الخط حوالي 90 كم. وقد تأسست في عام 1959.
خطوط السكك الحديدية الذي يمر عبر شبه جزيرة القرم تشمل أرميانسك-كيرتش (مع وصلة إلى فيودوسيا)، وميليتوبول-سيفاستوبول (مع وصلة إلى ييفباتوريا)، وربط شبه جزيرة القرم الأوكرانية إلى البر الرئيسى.
الطرق السريعة
- E105/M18 - Syvash (الجسر، يبدأ)، Dzhankoy، شمال شبه جزيرة القرم قناة (الجسر)، سيمفيروبول، ألوشتا، يالطا (نهايات)
- E97/M17 - Perekop (بدايات)، أرميانسك، Dzhankoy، فيودوسيا، كيرتش (العبارة، وينتهي)
- H05 - كراسنوبريكوبسك، سيمفيروبول (الوصول إلى مطار سيمفيروبول الدولية)
- H06 - سيمفيروبول، باخشى سراى، سيفاستوبول
- H19 - يالطا وسيفاستوبول
- P16
- P23 - سيمفيروبول، فيودوسيا
- P25 - سيمفيروبول، ييفباتوريا
- P27 - سيفاستوبول، ينكرمان (تماما داخل مدينة سيفاستوبول)
- P29 - ألوشتا، سوداك، فيودوسيا
- P34 - ألوشتا، يالطا
- P35 - Hrushivka، سوداك
- P58 - سيفاستوبول، ميناء "Komysheva Bukhta" (تماما داخل مدينة سيفاستوبول)
- P59 (تماما داخل مدينة سيفاستوبول)

النقل بحري
ترتبط مدن يالطا، فيودوسيا، كيرتش، سيفاستوبول، Chornomorske وييفباتوريا لبعضهم البعض عن طريق الطرق البحرية. في مدن ييفباتوريا وtownlet قريب Molochnoye هي أنظمة الترام.

## السكان

نسبة تتار القرم حسب مناطق القرم.

في عام 2005، كان تعداد القرم 1,994,300.
مُنذ عام 1989 حتى عام 2001، أنخفض عدد سكان شبه جزيرة القرم 396,795 نسمة (يمثلون 16,33% من سكان شبه الجزية وفقًا لإحصائيات عام 1989. في الفترة ما بين 2001-2005 أنخفض عدد السكان 39,400 نسمة أي ما يعادل 2%، على الرغم من عود تتار القرم إلى شبه الجزيرة.

### التركيب حسب الأعمار
0 - 14 سنة: 14.9% ▲ (ذكر 150,199/أنثى 141,649)
15 - 64 سنة: 70.4% ▼ (ذكر 653,041/أنثى 724,235)
65 سنة أو أكثر: 14.7% ▲ (ذكر 94,047/أنثى 193,251) (2013 رسميًا)

### متوسط العمر
المجموع: 39.9 سنة ▲
ذكر: 36.2 سنة ▲
أنثى: 43.5 سنة ▲ (2013 رسميًا)

### المجموعات العرقية
وفقًا للإحصائيات الأوكرانية لعام 2001، بلغ عدد سكان القرم 2,033,700 نسمة. تتكون التركيبة السكانية من عده مجموعات عرقية: روس: 58.32%; أوكرانيون: 24.32%; تتار القرم: 12.1%; بيلاروس: 1.44%; تتار: 0.54%; أرمن: 0.43%; يهود: 0.22%, يونانيون: 0.15% وآخرون .
| المجموعة العرقية | إحصاء 1897 | إحصاء 1897 | تعداد 1939 | تعداد 1939 | تعداد 1959 | تعداد 1959 | تعداد 1979 | تعداد 1979 | تعداد 1989 | تعداد 1989 | تعداد 2001 | تعداد 2001 |
| المجموعة العرقية | العدد      | %          | العدد      | %          | العدد      | %          | العدد      | %          | العدد      | %          | العدد      | %          |
| ---------------- | ---------- | ---------- | ---------- | ---------- | ---------- | ---------- | ---------- | ---------- | ---------- | ---------- | ---------- | ---------- |
| روس              | 180,963    | 33.11%     |            | 49.6%      |            | 71.4%      |            | 68.4%      |            | 67.1%      | 1,180,441  | 58.32%     |
| أوكرانيون        | 64,703     | 11.84%     |            | 13.7%      |            | 22.3%      |            | 25.6%      |            | 25.8%      | 492,227    | 24.32%     |
| تتار القرم       | 194,294    | 35.55%     |            | 19.4%      |            | 0%         |            | 0.7%       |            | 1.6%       | 243,433    | 12.03%     |
| آخرون            |            |            |            |            |            |            |            |            |            |            |            |            |

وتوجد أقليات أخرى:ألمان البحر الأسود، طليان القرم، غجر، بلغار، بولنديون، آذر، كوريون ويونانيون. وكان عدد ألمان البحر الأسود 45,000 نسمة في عام 1945. في عام 1944، تم ترحيل 70,000 من اليونانيون و 14,000 من البلغار من شبه جزيرة القرم إلى آسيا الوسطى وسيبيريا، جنبًا إلى جنب مع 200,000 نسمة من تتار القرم والقوميات الأخرى.
اللغة الأوكرانية هي لغة البلاد الرسيمة الوحيدة، واللغة الوحيدة للحكومة في أوكرانيا. وفقًا للإحصائيات، يعتبروا 77% من سكان القرم أن اللغة الروسية هي لغتهم الأم و 11,4% اللغة التتارية و 10,1% اللغة الأوكرانية. وتُستخدم اللغة الروسية في المؤسسات الحكومية في القرم. وكانت هُناك محاولات لإستخدام اللغة الأوكرانية في المؤسسات الحكومية والتعليمية ولكنها نجحت بنسبه أقل في القرم مُقارنة مع مناطق أخرى من أوكرانيا.
في الحاضر، ثلثي المُهجرين إلى القرم هم من مناطق أخرى من أوكرانيا، كل مُهاجر من 5 من الذين هاجروا إلى القرم أتوا من الاتحاد السوفيتي، وكل واحد من 40 أتوا من خارج الاتحاد السوفيتي. وثلاثة أرباع ممن يُهاجرون من القرم ينتقلون إلى مناطق أخرى داخل أوكرانيا. وكل مُهاجر خارج شبه الجزيرة يُهجر إلى الغرب.
نسبة المواطنون الذين يعتبرون أن أوكرانيا هي بلدهم تبلغ ما بين 32% إلى 71,3% عام 2008 - 2011، وفقًا لمركز رازومكوف في مارس 2011، وتعتبر أقل نسبه إذا ما قورنت مع باقي المناطق الأوكرانية حيث يبلغ المتوسط فيها 93%. وتُشير الاستقصاءات الإحصائية في أوكرانيا ان 30% من سكان القرم يدعون أنهم يحتفظون بالهوية السوفيتية.